# Gas Light and Coke Company
La Gas Light and Coke Company (aussi connue sous le nom de "Westminster Gas Light and Coke Company") est une société fondée à Londres en 1812 par l'inventeur allemand Frédéric-Albert Winsor pour assurer la production et la distribution du gaz d'éclairage (appelé plus tard gaz de ville ou gaz manufacturé) en Angleterre. De celle-ci descend l'actuelle British Gas plc.
La Gas Light and Coke Company produit du gaz et du coke.

## Chronologie
Entre 1785 et 1786, l'ingénieur Philippe Lebon invente le gaz d'éclairage en France. Ses travaux l'amènent à mettre en évidence les propriétés des gaz de distillation du bois. Sa Thermolampe trouve sa première application avec l'éclairage de la ville de Paris. Il installe pour la première fois ce système dans l'hôtel de Seigneley à Paris le 11 octobre 1801
En 1792, William Murdoch expérimente les lampes à gaz.
En 1804, Frédéric-Albert Winsor publie une nouvelle brochure sur la découverte d'un appareil pour l'éclairage et le chauffage par le gaz. C'est à cette époque que Windsor fait breveter son invention en Angleterre et conçoit l'idée de former une compagnie pour l'exploitation de son invention. En 1805, plusieurs fabriques de Birmingham, et entre autres celle de James Watt, sont éclairées au gaz par Winsor et par Murdoch.

## En Angleterre
En 1812, Frédéric-Albert Winsor fonde la Gas Light and Coke Company première compagnie fournisseur de gaz à Londres. La société était située sur la Horseferry Road dans le quartier londonien de Westminster.  La société constituée par charte royale le 30 avril 1812, sous le sceau du roi George III du Royaume-Uni est la première à fournir Londres en gaz de charbon. Elle était régi par une "Cour d'administrateurs", qui s'est réunie pour la première fois le 24 juin 1812. La capitalisation initiale était d'un million de livres (environ £ 9 milliards aux prix de 2005), en 80 000 parts.

## À Paris
En 1816, la compagnie Winsor arrive à Paris. Les premières réalisation, le Passage des Panoramas, l'éclairage du Luxembourg et le pourtour de l'Odéon susciteront dans la population parisienne autant d'approbation que de désapprobation, d'enthousiasme que de peurs, notamment quant au risque d'explosion des gazomètres,.
Winsor abandonne l'entreprise qui s'avère désastreuse et elle est reprise par un certain Pauwels: la Compagnie française, comme elle est nommée prend son siège, Faubourg Poissonnière et fonctionne jusqu'en 1833, époque où elle est supprimée.
Louis XVIII, désireux de rattacher à son règne quelques grandes innovations, et voyant en France la décadence d'une industrie qui fleurit en Angleterre, investit personnellement dans une autre entreprise qui prend le titre de Compagnie royale d'éclairage par le gaz. Par la suite, en 1822, Louis XVIII ordonne qu'on vende l'établissement, et les acquéreurs lui conservent son premier nom.
Dans la foulée une troisième société, la Société anglaise détenue par des Anglais est autorisée. Trois sociétés sont en concurrence pour l'éclairage de Paris.

## Émergence du gaz d'éclairage
Après ses premiers succès, la compagnie de Winsor fit faillite mais fut immédiatement reprise. Dans la foulée diverses sociétés naquirent à travers le monde qui assureront la diffusion du gaz d'éclairage.
Le gaz de houille sera utilisé pour l'éclairage, la cuisine et le chauffage, souvent fournis aux ménages par un système de distribution par canalisations appartenant à la municipalité.
Le gaz de houille restera la première source de combustible gazeux pour les États-Unis et la Grande-Bretagne jusqu'à l'adoption généralisée du gaz naturel. Les premières utilisations modernes du gaz naturel sont apparues aux États-Unis vers 1820 pour l'éclairage public. Depuis la fin de Seconde Guerre mondiale, l'usage du gaz naturel s'est largement répandu à travers le monde et a progressivement supplanté le gaz manufacturé (gaz de ville), ceci grâce à la découverte de multiples gisements et la mise au point de méthodes de transport longue distance. Toutefois il ne sera que très rarement utilisé à des fins d'éclairage, le gaz ayant été détrôné à partir de 1880 par l'électricité.
Lors de l'exposition universelle de 1878, à Paris, plusieurs places et avenues furent dotées de « bougies Jablochkoff », en fait des lampes à arc électrique. Cette expérience prometteuse fit se réunir plus d'un comité d'administration des nombreuses compagnies gazières qui existaient alors en Europe et ailleurs.
Lentement mais surement, l'électricité va supplanter le gaz comme moyen d'éclairage.

## Usines à gaz

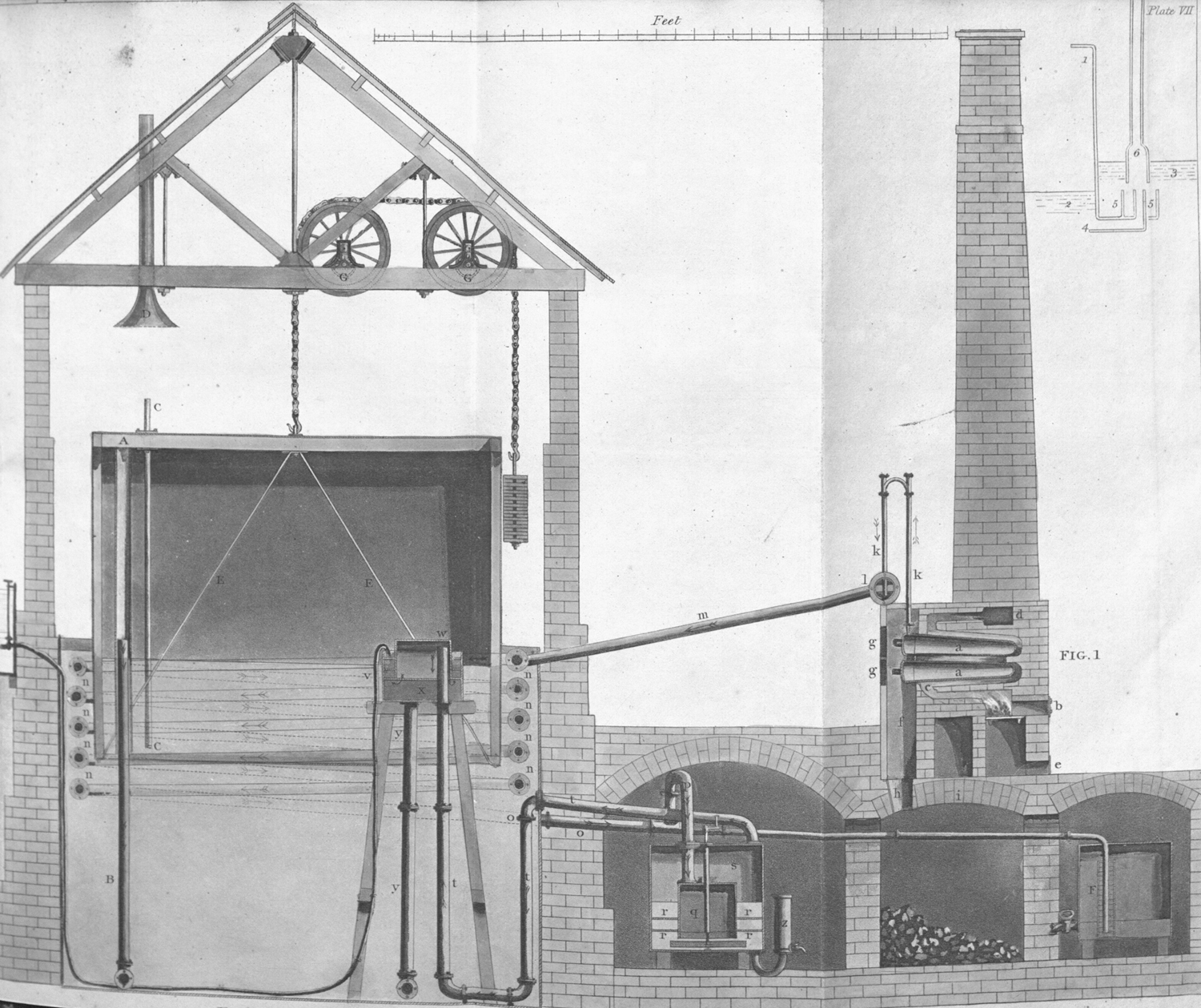
La première fabrique londonienne de gaz en 1814. Plan de Friedrich Accum dans A Practical Treatise on Gas Light (1815). Les appareils de distillation sont placés transversalement, directement sous la cheminée, le gazomètre est sur la gauche.

La première usine à gaz est réalisée par Friedrich Accum sur Curtain Road à Londres pour compte de la Gas Light and Coke Company
En 1815, Accum publie Description of the Process of Manufacturing Coal-Gas. Dans l'introduction, il compare les nouvelles usines de gaz avec les compagnies des eaux, qui opèrent à Londres depuis le début du XVIIIe siècle : « Grâce au gaz, il sera possible d'avoir la lumière dans toutes les pièces, comme c'est le cas actuellement pour l'eau ». Lorsque ce livre est traduit en allemand à Berlin en 1815, une note explicative doit être ajoutée, aucune compagnie des eaux n'y existant encore : « Il y a beaucoup de demeures privées en Angleterre dans lesquelles on trouve des tuyaux dans les murs, de telle manière que dans presque toutes les pièces, il suffit d'ouvrir un robinet pour avoir de l'eau. »

## Autres société
Aux alentours de 1820, diverses sociétés sont fondées dans le but d'équiper les grandes villes européennes. Parmi celles-ci, citons l'Imperial Continental Gas Association (ICGA), société constituée en 1824, en Angleterre,  par Sir Moses Montefiore et certains de ses collègues basés à Londres en tant que Imperial Continental Gas Association  pour établir les services de gaz dans d'autres pays.